# 투스카로라족
투스카로라 족(The Tuscarora, Tuscarora People)은 ‘삼을 채집하는 사람들’이라는 의미이며, 이로쿼이 연맹의 여섯 미국 인디언 부족 중 하나이다. 뉴욕과 캐나다, 노스캐롤라이나에 기반을 두고 있다. 그들은 역사적으로 이로쿼이 부족들이 다섯 내이션을 이루며 부상할 때 오대호 주변의 여러 부족으로 연합한 것으로 오늘 날의 뉴욕에 기반을 두고 있다.
유럽인들이 북미에 도달하기 오래전, 투스카로라 족들은 남쪽으로 이주하여 오늘날의 이스턴 캐롤라이나로 알려진 지역에 정착을 했다. 이 지역에서 가장 수가 많은 부족이었으며, 그들은 로어노크, 뉴스, 타르 그리고 북 캐롤라이나의 팔미코 강을 따라서 살고 있었다. 그들은 북 캐롤라이나와 버지니아에서 유럽 원정대와 정착민을 처음으로 접촉한 부족들이다.
18세기 투스카로라 전쟁 이후, 대부분의 투스카로라 족들은 북 캐롤라이나를 떠나 펜실베이니아 북부나 뉴욕으로 90년에 걸쳐 이주를 하였다. 그들은 조상들의 관계로 인해 뉴욕에서 이로쿼이 연맹을 정비하였다. 그들은 오나이다 족의 후원을 받았으며, 1722년 하나의 구성원으로 수용되었다. 미국과 연계한 미국 독립 전쟁 이후, 투스카로라 족들은 오나이다 족이 자신들의 보호구역을 확보할 때까지 보호구역을 공유를 하였다. 뉴욕의 투스카로라국은 연방 정부에 의해 승인을 받았다.